# Эш, Мэри Кэй
Мэри Кэй Эш (англ. Mary Kay Ash, в девичестве — Мэри Кэтлин Вагнер (англ. Mary Kathlyn Wagner), 12 мая 1918, Хот-Уэлс, Техас, США — 22 ноября 2001, Даллас) — американская предпринимательница и основательница компании Mary Kay Cosmetics, Inc., разработчик философии бизнеса.
В 1999 году организация Lifetime Television Online назвала Мэри Кэй Эш «Самой выдающейся деловой женщиной XX века».

## Краткая биография
Мэри Кэй Эш родилась 12 мая 1918 года в Хот-Уэлс, округ Харрис, Техас, США. Её родителей звали Эдвард Александер и Лула Вембер Хастингс Вагнер. Она окончила Reagan High School в Хьюстоне в 1934 году.
Мэри Кэй Эш скончалась в своём доме 22 ноября 2001 года на 84-м году жизни и похоронена на кладбище Sparkman-Hillcrest Memorial Park Cemetery в Далласе, Техас, США.

## Mary Kay Inc
Штаб-квартира компании находится в северном Далласе в 13-этажном здании, занимающем площадь 54000 м², где работают более 1200 сотрудников. Ассортимент продукции компании включает более 200 наименований в категориях: уход за кожей лица, уход за телом, декоративная косметика, парфюмерия. По итогам 2006 года компания заняла первое место по продажам в США в категории, объединяющей уход за кожей и декоративную косметику. В 2010 году объём продаж «Мэри Кэй» в мире составил более 2,5 млрд долл. США в розничных ценах. Продукция компании представлена в 35 странах мира, в том числе в Великобритании, Германии, Китае, России, Индии и др. Бренд «Мэри Кэй» пользуется большим доверием у потребителей: по итогам 2011 года компания признана абсолютным лидером по лояльности в США в категории «Косметика и уход за кожей лица».
В 1993 году компания вошла в список 500 крупнейших индустриальных компаний США журнала Fortune.

## Книги
Мэри Кэй Эш написала 4 книги; все они стали бестселлерами. Её автобиография Мэри Кэй (Mary Kay) была продана в миллионе копий по всему миру и переведена на несколько языков. Книга «Об умении работать с людьми» используется в качестве обучающего материала в Гарвардской школе бизнеса и многих компаниях. Третья книга Всё это может быть твоим (You Can Have It All) вышла в августе 1995 года и получила статус бестселлера уже через несколько дней после начала продаж.

## В культуре
Фильм «Битва Мэри Кэй», 2002.
Сериал «Американская история ужасов» (9 сезон, 8 серия).